# Jasmine Trinca
Jasmine Trinca (ur. 24 kwietnia 1981 w Rzymie) – włoska aktorka filmowa i telewizyjna.

## Życiorys
Studiowała archeologię i historię sztuki. Zadebiutowała na dużym ekranie rolą w filmie Pokój syna (2001) Nanniego Morettiego, za którą zdobyła nagrodę im. Guglielmo Biraghiego.
Zasiadała w jury sekcji "Un Certain Regard" na 60. MFF w Cannes (2007), a także w jury konkursu głównego na 74. MFF w Wenecji (2017), 75. MFF w Cannes (2022) i 74. MFF w Berlinie (2024).

## Wybrana filmografia
- 2001 - Pokój syna (La stanza del figlio)
- 2005 - Kilka słów o miłości (Manuale d'amore)
- 2006 - Kajman (Il caimano)
- 2015 - Sam się nie uratujesz (Nessuno si salva da solo)